# ティアナ包囲戦
ティアナ包囲戦とは、707年〜708年、又は708年から709年の間にウマイヤ朝・ビザンツ帝国との間で勃発した包囲戦のことである。ウマイヤ朝軍(これよりアラブ軍とする)はビザンツ帝国に侵攻し、707年(又は708年)、ティアナを包囲し攻めたとされる。この包囲戦が行われた日時は詳しく分かってはいない。この包囲戦に関するギリシャ語・アラビア語・シリア語の文献の記述がそれぞれまちまちであるからだ。ティアナは、包囲戦初期の頃はなんとかアラブ軍の包囲を耐え抜くことができた。また籠城中にビザンツ皇帝ユスティニアノス2世から派遣された救援軍がティアナに到着しつつあった。それゆえに、(包囲が長引き冬に突入していたこともあり) アラブ軍はティアナ攻略を諦め撤退しようとしていた。しかしながら皇帝により派遣されたビザンツ救援軍はあまり戦闘経験が豊富でなく、それを率いていた将軍同士が仲違いしていたこともあり、アラブ軍はビザンツ軍を打ち破ることに成功した。結果的にアラブ軍はティアナを攻略し、ティアナの住民たちはアラブ軍に降伏した。ティアナの街は条約に反する形で、アラブ人に略奪され街の大部分が破壊された。ビザンツ側の資料によると、ティアナ住民はアラブ人らの奴隷となりウマイヤ本国に送還され、ティアナは寂れたまま放棄されたとされる。

## 背景
この戦争の原因は、692年、ビザンツ皇帝ユスティニアノス2世( 治世:685-695年・705-711年)とウマイヤ朝の第5代カリフアブドゥルマリクが、かつてウマイヤ朝がビザンツ帝国に対して敗戦した折に両国間で結ばれた休戦協定を破棄したことにある。そもそも、この休戦協定ではビザンツ帝国はウマイヤ朝に対して有利な立場にあり経済的にも軍事的にも安定した優位性を保っていた。また、680年から692年にかけて、ウマイヤ朝で内乱が勃発したことに付け込んで、ビザンツ帝国はウマイヤ朝からの貢納金などの額や貢納される奴隷・馬の数を不当に釣り上げていた。しかしながら、ウマイヤ朝はこの内乱を692年までに完全に鎮めることに成功した。内憂を収めたウマイヤ朝カリフアブドゥルマリクはビザンツ帝国に対する優位性を奪還するために帝国に対して軍事的挑発を仕掛けた。両国間を再び戦争状態にしたうえで軍事的勝利を得ようとしたのだ。ユスティニアノス2世はかつての軍事的勝利に基づいてこの戦争に対する勝利を確信していたため、ウマイヤからの挑発を真に受けてしまった。そしてついに、ウマイヤ朝はビザンツ帝国に対して一方的に平和協定の破棄を通告し、ビザンツ領内に侵攻を開始した。693年にはセバストポリスの戦いで帝国軍を打ち破った。アラブ軍はこの勝利ののち、すぐさまアルメニアを征服し統治権を確保した。続いて国境沿いの小アジア東部への侵攻を再開した。この侵攻はウマイヤ朝が再び帝国の首都を包囲するまで続いた。その頃ビザンツ帝国では、皇帝ユスティニアノス2世が自身の悪政により帝国内でクーデターに遭い、皇帝の座から引き摺り下ろされたため、帝国がいわば無政府状態に陥っていた。頭を失ったビザンツ帝国はほぼウマイヤ朝に降伏したに等しいほどの劣勢に追い込まれていた

## アラブ軍によるティアナ遠征
小アジア東部の国境地帯に進軍したアラブ軍は、キリキアを襲撃しつつ帝国領内に侵攻したものの、ティアナ近郊にてマリアヌス将軍率いる帝国軍に敗れた。このアラブ軍の遠征がいつ行われたかはよくわかっていない。アラブ人バラーズリーが記した歴史書によれば、このウマイヤ朝の遠征はアブドゥルマリク(705年に亡くなった) の在位中に行われたとされる。ただ、現在の学者らは706年ごろから開始されたと主張している。バラーズリーによると、この上述の遠征軍を率いたのはマイムーンに居住していたMardaiteというシリア人キリスト教教徒の1人であったそうだ。彼はもともとウマイヤ朝第3代カリフムーアウィア2世の妹の奴隷であったが、そこから逃走し、シリア北部でウマイヤ朝に対して反抗的な活動を行っていたキリスト教徒の一団Mardaiteに逃げ込んだとされる。Mardaiteがウマイヤ朝に鎮圧された時、ウマイヤ朝の将軍で武勇な軍人として知られていたMaslama ibn Abd al-Malik将軍が彼を自由の身とし、そのまま対ビザンツ遠征軍の司令官に任命したと伝わっている。しかし彼の遠征軍は帝国軍に敗れそのまま指揮官以下全滅。Maslama ibn Abd al-Malik将軍は彼の死に対して、仇を取ることを誓ったという。
前述のウマイヤ朝遠征軍の壊滅を機に、Maslama将軍は自ら帝国に対して遠征を行うことを決意し、ティアナに向けて進軍を開始した。この遠征軍にはMaslama将軍の甥al-Abbas ibn al-Walidが副司令官として随伴していたとされる 。しかしながらこの遠征の日時はもやはり正確には伝わっていない。ビザンツ側の記録とアラブ側の記録に誤差があるため正確な日時を確定できないのである。それゆえ遠征の日時は707-708年とも、708-709年とも言われている。
アラブ軍はティアナを包囲し、攻城兵器を使い城壁にダメージを与え続けた。アラブ軍はなんとかティアナ城壁の一部を打ち崩すことに成功したものの、ティアナ城内に侵入することはできなかった。アラブ兵たちは何度もティアナに攻めかかったがそのたびにビザンツ帝国のティアナ守備隊が迎え撃ち、アラブ軍を追い返した。アラブ軍は冬になっても尚ティアナを包囲し続けた。しかし包囲戦が長期にわたった上に冬に突入したため、アラブ軍は食糧不足に陥った。そのためアラブ軍司令官らは、ティアナ攻略を諦めて完全に撤退するかどうか検討し始めたのだった。そうこうしているうちに厳しい冬が明け、春になった。この頃、一時的に皇位を追いやられていたユスティニアノス2世がビザンツ皇帝の座に舞い戻っていた。そして、Theodore Karteroukas将軍・Theophylact Salibas将軍らに大勢の軍勢を預けティアナ救援に向かうように命令した。ビザンツ年代記によると、この時派遣されたティアナ救援軍は通常よりも大軍勢ではあったものの軍勢の大半は武装した農民であり軍事的経験はほとんどなかったそうだ。現代の学者たちは、上記のように武装させた訓練不足の農民を援軍として派遣するという惨状は、ユスティニアノス2世が自身の復位に際して皇帝に反発する多くの軍司令官を更迭したことや、ビザンツ軍がアンキアラスの戦いでブルガール軍に大敗したことなどにより、当時の帝国軍が弱体化したことを象徴するものだと考えている。
ビザンツ帝国のティアナ救援軍はティアナ近郊でアラブ軍と対峙し、そのまま両者は戦闘を開始した。武装農民からなるビザンツ帝国軍は敢えなく敗れ、総崩れになった。ビザンツ帝国の貴族テオファネスが記した年代記によると、救援軍を率いていた2人のビザンツ将軍が仲違いしており、彼らは連携することなくそれぞれが勝手に自軍に対して攻撃命令を出したため大敗したとされる。結果、ビザンツ軍は数千人もの死者を出し、また数千人もの兵がアラブ側の捕虜となった。アラブ軍は戦闘ののち、ビザンツ救援軍がティアナの守備隊・住民らを支援するために運んできた多くの食料・武器などを接収し、その豊富な物資のおかげでティアナを継続して包囲することができた。ティアナの守備隊・住民は、帝国からの救援の希望が途絶えて備蓄された物資が底をつくのも時間の問題となってしまったため、アラブ軍と降伏に関する交渉を始めた。アラブ軍はこの時ティアナ側に対して、ティアナ住民・守備隊の退去の際の身の安全を保障することを約束し、その約定によりティアナは9ヶ月の籠城の末、ついにアラブに降伏した。しかしながら、ティアナ開城の折、アラブ軍は先の約定を違え、ティアナ住民をウマイヤ朝本国に奴隷として送還した、とテオファネスは記している。だが、ほかのどの文献にもそのような記述はない。その後アラブ軍はティアナを荒らし尽くし、本国に去っていった。

## その後
年代記によると、ティアナ攻略ののちAbbas副官とMaslama将軍はアラブ軍を二手に分けてビザンツ領内に深く侵攻したとされる。しかしながら次なる攻略目標がどこであったのかは不明である。一次資料によると次の戦闘が709年、又は710年に発生したとされ、どちらにせよティアナ攻略後すぐに他の都市の攻略が行われたことが読み取れる。Abbas司令官率いる軍勢はキリキアを荒らしまわってから西方に方向転換しドリュラエムまで突き進んだ。一方Maslama将軍率いる軍勢はKamoulianaの砦を攻め立てた後、Heraclea Pontica・ニコメディアの2都市を征服した。又、Maslamaの軍勢の一部はクルセポリス(現在のユスキュダル)を襲撃した。クルセポリスはビザンツ帝国の首都コンスタンティノープルと海を面して向かい側にある都市だった。アラブ軍の帝国侵攻は翌年も続き、Maslamaの大軍勢が717-718年にコンスタンティノープルを包囲した頃も継続して襲撃が行われていた。結局、アラブ軍はコンスタンティノープルを攻略することができなかった。その後もアラブ軍は帝国内で攻撃を続けていたものの、その後の攻撃は都市の攻略・蹂躙するものではなく襲撃・略奪が中心となる軽微なものであった。結果として、アラブ・ウマイヤ朝軍の上記の遠征は成功し、アラブ・ビザンツ間の国境沿いのキリキア地域・メリテネ地域をビザンツ帝国より奪い取ることができた。しかしティアナのようにビザンツの諸都市・諸砦を崩し回ったにもかかわらずウマイヤ朝はトロス山脈以西には今後永久に軍事的・経済的影響を与えることはできなかった。

## 文献一覧
- Brooks, E.W. (1898). “The Arabs in Asia Minor (641–750), from Arabic Sources”. The Journal of Hellenic Studies (The Society for the Promotion of Hellenic Studies) XVIII:  182–208.
- Howard-Johnston, James (2010). Witness to a World Crisis: Historians and Histories of the Middle East in the Seventh Century.. Oxford: Oxford University Press. ISBN 978-0199208593
- Lilie, Ralph-Johannes (1976) (German). Die byzantinische Reaktion auf die Ausbreitung der Araber. Studien zur Strukturwandlung des byzantinischen Staates im 7. und 8. Jhd.. Munich: Institut für Byzantinistik und Neugriechische Philologie der Universität München. OCLC 797598069
- Mango, Cyril; Scott, Roger (1997). The Chronicle of Theophanes Confessor. Byzantine and Near Eastern History, AD 284–813. Oxford: Oxford University Press. ISBN 0-19-822568-7
- Stratos, Andreas N. (1980). Byzantium in the Seventh Century, Volume V: Justinian II, Leontius and Tiberius, 685–711. Amsterdam: Adolf M. Hakkert. ISBN 90-256-0852-3

## 詳細について
以下のページも参照されたし。
- Makrypoulias, Christos (2003年). “Siege and fall of Tyana, 708”. Encyclopaedia of the Hellenic World, Asia Minor.   Foundation of the Hellenic World. 2010年10月17日閲覧。

座標: 北緯37度50分53秒 東経34度36分40秒 / 北緯37.847918度 東経34.611171度